# Linia kolejowa 41 Dombóvár – Gyékényes
Linia kolejowa Dombóvár – Gyékényes – linia kolejowa na Węgrzech. Jest to linia jednotorowa, w całości zelektryfikowana prądem przemiennym 25 kV 50 Hz. Łączy Dombóvár z Gyékényes i dalej z Chorwacją.